# Antonio María Ponce de León Dávila y Carrillo de Albornoz
 Antonio María Ponce de León Dávila y Carrillo de Albornoz  (Madrid, 31 de octubre de 1757-Madrid,  8 de mayo de 1826), III duque de Montemar, fue un aristócrata español que sirvió en diferentes instituciones del Reino y en la Real Casa. 

## Vida y familia
Era hijo de Joaquín Lorenzo Ponce de León y Baeza, VII marqués de Castromonte y de María Josefa Dávila y Carrillo de Albornoz, que falleció antes que su madre, María Magdalena Carrillo de Albornoz y Antich, II duquesa de Montemar. 
Muy joven, con 21 años, se casó con María Luisa de Carvajal y Gonzaga, hija de los duques de Abrantes. En 1790 heredó el título ducal a la muerte de su abuela la segunda duquesa de Montemar. 
En 1798 su hija y heredera María del Carmen contrajo matrimonio con Vicente Isabel Osorio de Moscoso y Álvarez de Toledo, heredero de los  condes de Altamira.
Durante la Guerra de la Independencia Española fue Presidente de la Junta de Jaén y defendió un papel activo de los aristócratas en la lucha contra los franceses. Igualmente se manifestó en diversas ocasiones partidario de una monarquía con unas Cortes estamentales al estilo medieval pero con más amplias libertades.
Al volver el rey Fernando VII le hizo, en 1815,  pPresidente de la sala primera del Consejo de Indias,  caballero de la Orden del Toisón de Oro en 1817 y Consejero de Estado en 1818. Fue también miembro de la Junta Protectora de las Escuelas de Enseñanza Mutua.
Mayordomo mayor del rey en ausencias desde 1814, cuando en 1820 el conde de Miranda es apartado de ese cargo palatino por el Gobierno del Trienio Liberal, el rey lo designa para tal puesto. Sin embargo, tras el golpe de Estado realista de 7 de julio de 1822, el Gobierno obliga al rey a cesarle y a sustituirlo por el más liberal marqués de Santa Cruz de Mudela.
Tras el fracaso del Trienio no puede evitar que el rey castigue a su yerno Altamira, caballerizo mayor impuesto por el Gobierno constitucional, que es apartado del Regio servicio en 1823.
Será, de nuevo, presidente del Consejo de Indias, en 1824.